# Pamakrela temná
Pamakrela temná (Lepidocybium flavobrunneum) je ryba žijící v teplých mořích celého světa. Je známá také jako escolar nebo walu walu; v českých obchodech a restauracích se objevuje, stejně jako příbuzná pamakrela olejnatá, pod nesprávnými názvy modrohlav nebo máslová ryba, které však patří rybám z čeledi pestrounovitých.

## Popis
Je dravá, živí se menšími rybami a korýši. Obývá otevřené moře v hloubce 200–900 metrů, v noci se vynořuje na hladinu. Díky štíhlému tělu proudnicovitého tvaru je rychlým plavcem. Bývá obvykle dlouhá okolo jednoho metru, rekordní úlovky měřily přes dva metry a vážily až 50 kilogramů. Tělo je zbarveno tmavě hnědě, v dospělosti až černě. Ryba má ostré zuby a prodlouženou spodní čelist, charakteristickým znakem je řada čtyř až šesti ostnitých výběžků před ocasní ploutví (na hřbetní i břišní straně).

## Význam pro člověka
Pamakrela temná není předmětem komerčního rybolovu, bývá však často vylovena zároveň s tuňáky. Její maso obsahuje ester zvaný gempylotoxin, který zlepšuje vztlak a tvoří až čtvrtinu váhy ryby. Tato látka je pro člověka nestravitelná a její požití může způsobit prudké břišní křeče a olejovitý průjem (keriorrhea). V některých zemích (např. Japonsko nebo Itálie) je proto pamakrela temná řazena mezi zakázané potraviny. Česká legislativa prodej této ryby povoluje s podmínkou, že prodejce musí zákazníka informovat o zdravotních rizicích konzumace. Za bezpečnou denní dávku se považuje maximálně 150 gramů, doporučuje se také upravovat rybu bez tuku (dušením, grilováním) a vybírat kousky blíže ocasu, kde je obsah gempylotoxinu nižší.